# Ибарски Колашин
Ибарски Колашин је назив за област која се простире уз реку Ибар, на северу Косова и Метохије и на југу Рашке области. Највеће место у Ибарском Колашину је Зубин Поток, а већа села су Угљаре, Зупче, Газиводе, Чечево, Вељи Брег, Брњак, Оклаце и Рибариће. Становништво из Оклаца је махом насељавано из Црне Горе, племена Кучи. Из Оклаца и Брњака су се људи углавном селили у Смедерево, Краљево или Крагујевац. Оклаце има засеоке Станиће, Јанковиће, Ковачевиће, Добриће.
У долини Ибра, на простору Ибарског Колашина, крајем шездесетих и почетком седамдесетих година 20. века изграђена је брана и формирана акумулација језеро Газиводе у оквиру Система Ибар—Лепенац, који је требало да снабдева косовску котлину водом којом би се наводњавала поља све до Урошевца. Други део Система, језеро Лепенац није реализован, али су канали овог система били изграђени све до Приштине. Водом из језера Газиводе снабдевају се Зубин Поток, Косовска Митровица, Звечан, Вучитрн и околна насеља. Његовом изградњом расељена су српска села у долини Ибра, од Рибарића до Зубиног Потока. Од онда је почело интензивније исељавање народа Ибарског Колашина.
За Ибарски Колашин раније се употребљавао назив Стари Колашин. Становници Ибарског Колашина зову се Колашинци. Најстарија школа у овоме крају основана је пре 150 година у манастиру Дубоки Поток.
Садашње становништво Ибарског Колашина већином је насељено из Црне Горе и Херцеговине, и то у 18. веку и почетком 19. века. Није искључено да је по неко домаћинство остало од ранијег становништва (пр „Збјег” на огранцима планине Мокре у кањону Црне ријеке). Становништво, дошавши у нову постојбину, донело је са собом старе обичаје и навике, нешто донетог изгубили, а ново попримили, те се може рећи, као да су ту од давнина, и да су створили нешто специјално, што би се могло назвати „колашинско” (певање, гуслање, стваралаштво-умотворине, ношња, обичаји и др.). Говор становништва Ибарског Колашина је херцеговачког типа.